# Teatro de feira

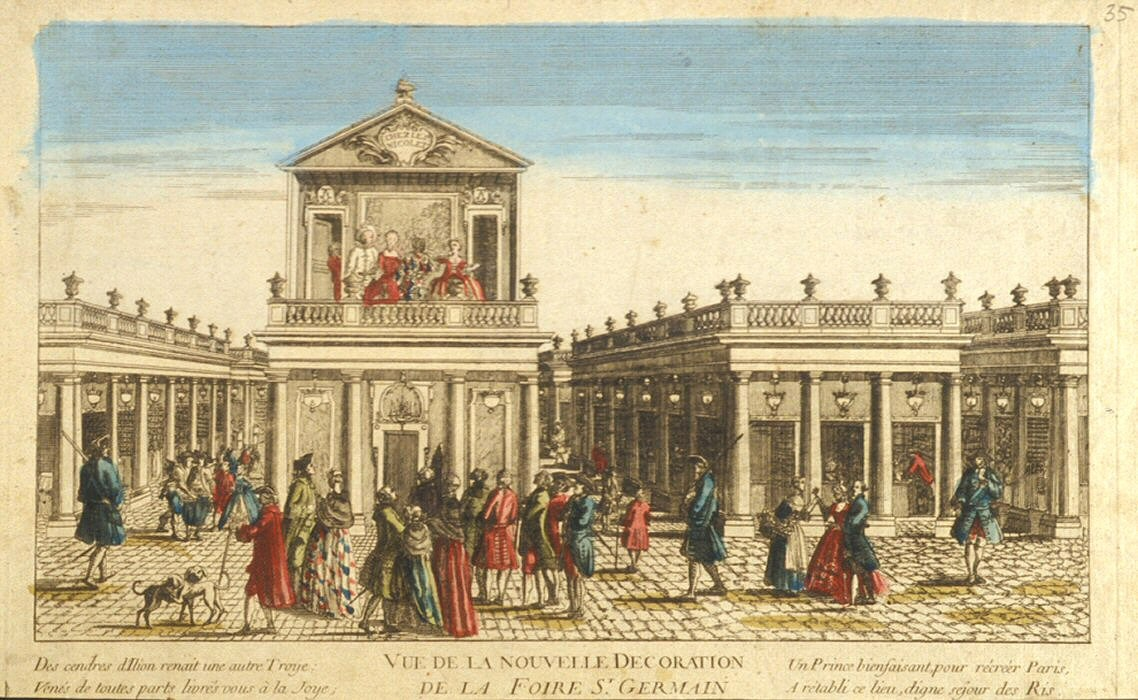
A feira de Saint-Germain

Teatro de feira nomeia os espetáculo teatrais desenvolvidos dentro das feiras populares que aconteceram ao redor da Abadia de Saint-Germain-des-Prés e da igreja de Saint Laurent, em Paris, e mais tarde da igreja de Saint-Ovide, durante os séculos XVII e XVIII, durante o verão, na Europa.

## História
Ao mesmo tempo que Shakespeare e Lope de Vega iniciavam seu trabalho em Londres e na Espanha, havia em Paris seis grandes feiras, mas apenas duas tiveram reconhecida importância como locais constantes de manifestação teatral: as feiras de Saint-Germain, que durava de 3 de fevereiro até à Páscoa e de Saint-Laurent, no verão europeu, do final de junho ao final de outubro, nos quais se apresentavam artistas variados em sucessivos números de dança, canto, malabarismo, acrobacias, mímica, números de bonecos, animais amestrados e pequenas cenas teatrais de caráter farsesco.
Os espetáculos da feira, empreendimentos privados e não permanentes, não eram subvencionados pelo rei nem por sua entourage, e dependiam apenas do comércio nas bilheterias. O sucesso era o primeiro objetivo de seus espetáculos que não se propunham apenas a sensibilizar o público, mas a conseguir que este desse algo em troca dessa sensibilização. Não realizavam um teatro de repertório nem de alternância de peças, como faziam os elencos estabelecidos sob a égide real. Interpretavam a mesma peça até suprir a plateia ou ver esvaziar os assentos, assim, poucas peças foram representadas mais de sete vezes .
O caráter desse empreendimento, tanto pelo público a que se destinava como pelas condições econômicas que o emulavam, muitas vezes precárias, era diferente dos elencos subvencionados e regulados pela monarquia. Esta produção no teatro das barracas de feira gerou uma enorme pesquisa do que aprazia o gosto popular, do teatro como puro divertimento, da busca do original, da fantasia, do que agradava a vida, do pitoresco, do cômico e do imaginativo, de tudo aquilo que pudesse ser colocado como valor de troca no mercado das ilusões.
Neste reino das ruas e de circulação das mercadorias, impunha-se uma procura do original, do diverso, da fuga das normas, já que nos limites da monarquia, pressentindo-se, talvez, sua futura derrocada, elaborava-se uma constante sistematização de seus hábitos nas danças da corte, nos costumes, nas formas de representação do espetáculo que agradasse à presença real.
Como ainda não havia luz elétrica, o espetáculo era representado durante o dia, por volta das cinco horas, dando tempo suficiente para que a plateia retornasse as suas casas. O programa diário era construído de peças curtas e entretenimento variado, assim como poderia incluir uma peça longa seguida de uma farsa. A música era uma parte constante de todos os desempenhos.

## A feira de Saint-Germain
A primeira menção desta feira data de 1176. Ela se realizava ao redor da abadia de Saint-Germain-des-Prés. Durava em geral de três a cinco semanas, ao redor da Páscoa. A partir do século XVIII ela terá seu início invariavelmente em 3 de fevereiro durando até o domingo da Paixão. Interrompida em 1789, ela reaparecerá em 1978 na praça do Santo Suplício.
Os primeiros comediantes que se tem notícia são Jehan Courtin e Nicolas Poteau que, em 1595, divertiram tanto o público que fazem concorrência aos artistas do Hôtel de Bourgogne, recebendo um processo pela concorrência. Em 1618 André Soliel e Isabel Le Gendre terão um sucesso semelhante. Mais tarde, artistas de teatro de bonecos, equilibristas e outros animadores farão as delícias da feira, a tal ponto que em 1643 Paul Scarron dedicará ao Duque de Orléans um poema sobre a feira. Lesage, Fuzelier et Jacques-Philippe d'Orneval serão os grandes dramaturgos dessa feira.

## A feira de Saint-Laurent

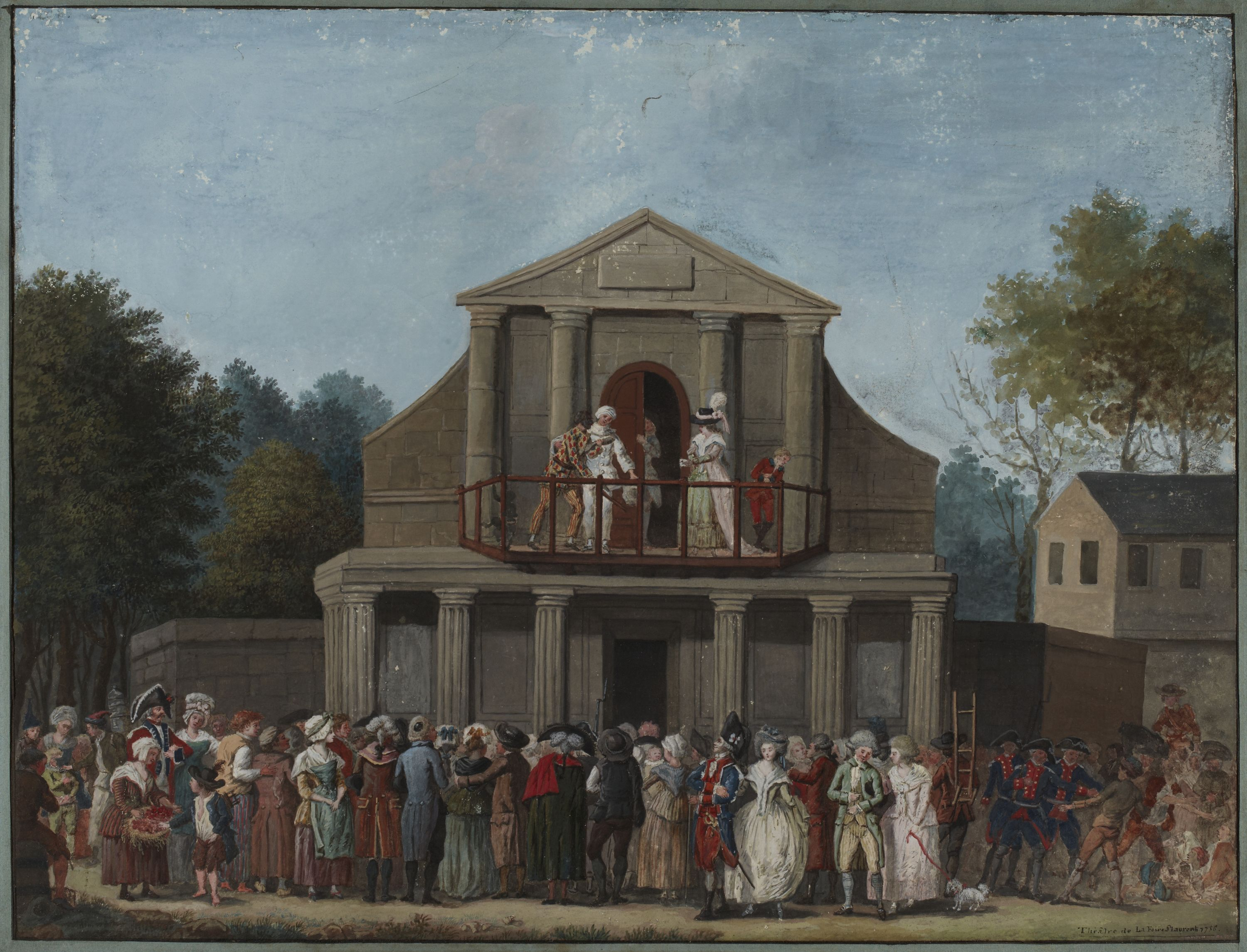
a feira de Saint-Laurent

Estabelecida em 1344 dentro da abadia dos irmãos de São Lázaro, a feira se tornou permanente no século XVIII, acontecendo entre 9 de agosto a 29 de setembro, no dia de São Miguel. Era um local de encontro de artesãos e burgueses, dedicado principalmente ao comércio de luxo, como porcelana, instrumentos musicais e estamparia.
Como as feiras de Saint-Germain e de Saint-Laurent se alternavam entre a primavera e o outono, o público podia seguir os espetáculos que começavam em Saint-Germain e depois podiam continuar a se apresentar dentro da feira de Saint-Laurent.

## Companhias
Por volta de 1570, numerosas companhias profissionais tinham se desenvolvido fora de Paris, nas suas cercanias ou em outras cidades, porém poucas podiam representar na cidade. Brockett identifica a existência de quatrocentas companhias de teatro fora da cidade de Paris entre os anos de 1590 e 1710. Por ter iniciado fora de Paris, esses atores vieram a ser chamados de  forains (forasteiros, em francês)
Em 1595 o Parlamento permite limitada forma de representação no interior das feiras. Isto possibilitou aos atores da província tornarem as feiras de Saint-Germain e Saint-Laurent ilhas idiossincráticas, enclave teatral totalmente aberto à grande variedade de companhias e estilos.
Os feirantes fundamentaram-se em uma  ordenança de Francisco I (1494-1547) que reconhecia na feira o lugar de comércio e jogo.
Já em 1680, Luís XIV lança o edital que funda a Comédie-Française , a qual teria exclusividade de encenar peças teatrais em Paris. Outros atores seriam proibidos de se estabelecer na cidade, a menos que fossem expressamente autorizados por Sua Majestade.
A principal cosequência dessas medidas foi a expulsão dos atores italianos de commedia dell’arte, em 1697, após o que os barraqueiros da feira - que até então apenas apresentavam espetáculos de marionetes, animais ferozes, saltimbancos e  dançarinos-equilibristas - passaram a usar, com  sucesso, os lazzi aprendidos com os atores  expulsos.  No início, a polícia fechou os olhos, e o sucesso de público foi imenso,  permitindo a transformação das barracas da  feira em salas de espetáculo, onde se procurava imitar as peças italianas. 
Alexandre Bertrand (1684-1723), famoso por suas marionetes, ocupou por alguns dias o Hôtel de La Bourgogne, imediatamente, após a expulsão dos italianos. Em 1689, Bertrand comprou a permissão de apresentar seu número em Saint-Germain.
Nas feiras eram inicialmente permitidos os monólogos, já que os diálogos eram próprios apenas do drama representado nas salas reais. Entretanto, em 1710, um decreto real vetaria também o monólogo e a palavra articulada em cena, e, assim o teatro de feira entraria na fase  muda, com a pantomima.

## Teatro sem palavras
Uma descrição policial relata como eram os espetáculos de feira em 1711:
Note-se que há um palco elevado em cerca de um metro e meio, com candelabros acima e uma orquestra abaixo do nível do palco. A orquestra tem seis ou sete instrumentos. (…) Acima do palco citado, vêm atores e atrizes vestidos como Pierrot ou Arlequim ou com vestuário francês ou outros disfarces. Estes representavam cenas silenciosas sobre temas distintos com cartazes seguros por dois garotos suspensos no ar, que eram levantados e abaixados por cordas e máquinas. Os cartazes citados continham letras de canções que eram cantadas por várias pessoas na plateia, assim que o violino desse a melodia. Estas canções eram escritas nos dois lados do cartaz, servindo tanto como indicação como resposta de um ao outro, dando assim uma explicação das cenas silenciosas .
Um trecho do texto Arlequin, roi de Serendib (Arlequim, rei de Serendib, 1713) de Réné Lesage, com música de Gillier, pode dar ideia precisa deste teatro:
Depois da copla cantada, Arlequim senta-se na terra e começa a contar seu dinheiro. Enquanto ele realiza a contagem, aproxima-se um homem com uma bandagem nos olhos e uma carabina nos ombros. Faz muitas reverências a Arlequim que, desconfiado com tanta amabilidade, diz à parte por meio de um cartaz: 'Uh! Temo por minhas posses! Este canalha aparenta ser um ladrão. Minha pança se mexe com terror a cada reverência que ele  faz'. 

## Censura Real
Esta manifestação teatral sofria a perseguição e a censura efetivada pelo Estado Francês e ou pelos organismos reais da lei e da ordem, pela Igreja, e mesmo pelos próprios artistas competidores, logicamente, os que se encontravam sob a proteção do manto real. Isto irá obrigar o teatro das barracas de feira a utilizar ou experimentar várias formas e estilos de encenações dramáticas: desenvolver personagens que compartilhassem a mesma cena, mas que não poderiam dialogar, juntando-se apenas de forma metafórica num todo; cenas sem fala; diálogos tirados do bolso dos atores em forma de pequenos rolos para serem mostrados ao público ou com cartazes expostos acima da  caixa teatral seguros por crianças vestidas de anjo. O diálogo realizado era não apenas no palco, mas, com canções cantadas pelo público com atores disfarçados que o dirigiam, enquanto no palco havia atores emudecidos, mas atuantes; diálogos curtos e rápidos e sempre com abertura ao exótico.

## Formas de atuação
A criatividade do teatro de feira francês ampliou o repertório de procedimentos teatrais em relação às técnicas de interpretação existentes  e em sua relação com a plateia, criando procedimentos jamais sonhados anteriormente por qualquer gênero teatral.
As citações paródicas de tragédias célebres e dos espetáculos realizados pelos elencos oficiais eram constantes, mostrando que esses artistas conheciam as formas teatrais. As réplicas eram rápidas; as canções a serem cantadas pelo público, sempre agradáveis, pois precisavam ser de fácil aceitação. Mas o elemento auditivo não vinha senão complementar este tipo de teatro. O principal era o complexo gestual apresentado ao público.
Os elencos reais subvencionados caminhavam para uma forma estruturada e totalmente regulada de manifestação, enquanto o teatro das feiras  iria gerar um modo mutante, mais de acordo com as leis de livre comércio do que as regras ditadas pelas bulas papais ou decretos reais, o que permitiu sua adaptação a diversos tipos de intervenção das autoridades.
Originado nas feiras, dentro do espírito comercial do laissez-faire, laissez-passer, esse tipo de espetáculo não buscava uma forma pura;   ao contrário, propunha a mistura de gêneros  ou um gênero  de misturas  - de épocas, de tons -,  com audácia de linguagem, transgressão calculada, utilizando-se da irreverência cotidiana, dos lazzi, das acrobacias, do jogo de palavras, da sátira, da ironia, do sarcasmo  e de piadas a granel.
No teatro de feira, a assimilação explícita de estruturas e elementos de outros gêneros  -  com músicas repetidas de operetas  e comédias musicais -,  numa  paródia contínua, traziam não apenas a introdução de  estruturas e elementos de  outros gêneros teatrais, mas também, implicitamente, uma crítica aos limites preestabelecidos entre gêneros e formas teatrais. Assim, instala-se uma relação dinâmica entre o enunciado citado e o citante, o que torna esta operação de diálogo com outros textos uma parte fundamental da pantomima dialogada. O teatro da pantomima, mesmo sendo mudo, estará sempre em diálogo. O que está em questão não é a citação, mas, a glosa,  o discurso paralelo. O que importa é o modo como se relacionam o sujeito e o objeto do discurso cênico. Trata-se de um outro gênero, que, entretanto, não se estabelece como tal, pois o que tem de peculiar é um procedimento (e não um estilo),  que pode variar ou mesmo ser contraditório, entre uma peça e outra.
Como ainda não havia luz elétrica, o espetáculo era representado durante o dia, por volta das cinco horas, dando tempo suficiente para que a plateia retornasse a suas casas no fim da tarde. O programa diário era construído de peças curtas e entretenimento variado, mas poderia incluir uma peça longa, seguida de uma farsa. A música era uma parte constante de todos os desempenhos.
Em 1595 o parlamento quebra o monopólio teatral da Confrérie (Societé des Confrères de la Passion et de la Résurrection de Notre Seigneur Jésus-Christ), mas apenas permite, no interior das feiras,  formas de representação que não entrassem em competição com os comediantes anteriormente estabelecidos. Isto possibilitou aos atores da província tornarem as feiras de Saint-Germain e Saint-Laurent ilhas idiossincráticas - enclaves teatrais totalmente abertos à uma grande variedade de companhias e estilos.
Os feirantes fundamentaram-se em uma ordenança real de Francisco I que reconhecia a feira como lugar de comércio e jogo. As feiras receberiam farsas apresentadas em espetáculos variados,  anunciados  pelas parades  - peças curtas feitas à porta ou nos balcões externos dos teatros de feira   para  provocar a curiosidade sobre o espetáculo, aglutinar o público passante e, finalmente, fazê-lo pagar para entrar em suas tendas.
Cerca de cem anos depois, em 1680, Luís XIV lança o edital fundador da Comédie-Française, que seria investida da exclusividade de encenar peças teatrais em Paris, ficando os demais atores  proibidos de se estabelecer na cidade, slavo por expressa autorização do rei.
Uma série de novas medidas restritivas foram tomadas com o fito de manter o monopólio e impedir o desenvolvimento da representação nos teatros de feira. Tais medidas reais influiriam decisivamente no estilo teatral a ser desenvolvido posteriormente, pela pantomima das feiras.
A principal destas medidas foi a expulsão dos atores italianos da commedia dell’arte de Paris, em 1697. Até então, o que se via nas feiras eram, em especial, espetáculos de marionetes, apresentação de animais ferozes, saltimbancos e   dançarinos-equilibristas da corda bamba. Mas após a inesperada expulsão dos irreverentes italianos ,  barraqueiros da feira resolveram aproveitar os textos dos atores-expulsos    e acabaram obtendo tal sucesso que  suas barracas  se transformaram em salas de espetáculo, onde se procurava igualar as peças italianas, em  estilo e  personagens.  O público das feiras, animado, vai assistir à nova versão do teatro recém-desaparecido. Os forains (forasteiros, como eram chamados, na época,  aqueles que não eram de Paris) interpretavam as peças italianas à sua maneira, misturando ainda mais os estilos. No início, a polícia fechou os olhos, e o sucesso de público foi imenso.
A partir daí, começou uma longa e árdua batalha pela existência e desenvolvimento de formas teatrais mais dramáticas nas feiras, quase sempre contestadas pela Comédie-Française que queria manter seu monopólio. Os atores-dançarinos da feira foram detidos, trazidos perante o tenente-geral da polícia e condenados pelo juiz. Entretanto, apelaram da sentença ao parlamento, enquanto continuavam suas apresentações, sem nada mudar, à espera da decisão final.  Três anos depois, o lento parlamento francês deu ganho de causa aos seus perseguidores, o que impeliu os artistas da feira a tentar driblar de outras formas o monopólio dramático. Proibidos do diálogo, como primeira medida, os forains começaram a apresentar determinada peça como se cada um de seus atos se constituísse em  uma peça curta independente, sem nenhuma ligação. Desse modo, sob a falsa aparência de peças curtas e independentes, era de fato apresentada uma peça longa, na íntegra. O público encorajou o subterfúgio e, graças a seu zelo, a decisão do parlamento ficou longe de produzir os efeitos desejados.
A  Comédie-Française, que se tornara detentora do monopólio da palavra e da longa história contada, era cruel e injusta com os rivais. Se em qualquer barraca dos teatros de feira fosse encenado algum drama que ultrapassasse a pantomima permitida, os responsáveis iriam encontrar duro tratamento.
Alexandre Bertrand (1684-1723), famoso por suas marionetes, ocupou por alguns dias o Hôtel de  Bourgogne, imediatamente, após a expulsão dos italianos. Em 1689, Bertrand comprou a permissão de apresentar seu número em Saint-Germain. Houve tanto sucesso que, no próximo ano, ele adicionou ao espetáculo uma equipe de comediantes. Mas, apesar de seu protesto, suas instalações foram completamente demolidas pela polícia real.
Nas feiras, as farsas multiplicavam-se. Já em 1706, havia sete estabelecimentos para apresentação teatral em Saint-Germain e suas programações incluíam os mesmos gêneros de espetáculo: dança de corda, farsas e pequenas comédias que misturavam o italiano e o francês, entremeadas pela dança e intermezzos.
Em 1707, em nome da liberdade de comércio existente nas feiras, um príncipe da Igreja assumiu pessoalmente a causa dos artistas das feiras. Apesar da intervenção favorável até do Cardeal d’Estrées, proprietário dos terrenos da Abadia de Saint-Germain-des-Prés, os dançarinos de corda e os farsistas foram censurados. Depois de 1709, qualquer forma de representação de comédia ou farsa por diálogo ou outra forma estava totalmente proibida nas feiras.
Outro procedimento peculiar consistia na presença de dois atores em cena, um falando em voz alta e o outro replicando em voz baixa. Neste caso, o primeiro resgataria em voz alta tudo que o segundo havia recém-dito. Se a feira já era o local da farsa, ela agora passa a se desenvolver plenamente por meio do irônico procedimento, chamado na época l’art de parler seul inventé par la Comédie-Française ou "a arte de falar  sozinho inventada pela Comédie-Française."
Literalmente, era uma batalha dramática. Quando já não havia mais nada a perder, num ato de grande audácia, os forains resolveram apelar ao Grande Conselho da proibição do parlamento, enquanto os comédiens exigiam a execução da ordem de arresto  que haviam conseguido.
Apesar do protesto do Grande Conselho, que resolveu apreciar a questão, a Comédie ignorou essa manobra e tentou forçar por manus própria o cumprimento da sentença. Desse modo, os teatros da feira foram demolidos, os cenários despedaçados e as poltronas quebradas; entretanto oito dias mais tarde, tudo voltou a ser como dantes, no quartel de Abrantes. O público encheu novamente as salas de espetáculos das feiras para aplaudir a sua ressurreição.
Nesse ínterim, os atores da Comédie foram condenados a ressarcir os danos por não haverem respeitado a letra dos Altos Conselhos e por terem partido para o gesto radical. Mas o rei finalmente intercedeu,  tirando das feiras o pouco de verbo que nelas ainda havia. Em 1710, vetaria o monólogo inventivo e, assim, os feirantes passaram a ser condenados à mais pura pantomima - agora realmente sem texto ou monólogo. Assim começa nas feiras  a apresentação de  pièces à la muette - peças mudas   ou  quase mudas , pois nada fala mais alto que o gesto.  Essas formas teatrais mudas tiveram por mestres os melhores dramaturgos franceses do período: Alain René Lesage (Lesage,1668-1747), D’Orneval (?-1776), Louis Fuzelier (1672-1752) e depois Alexis Piron (1689-1709). O irreverente Lesage, ou Le Sage,  grande autor do teatro de feiras, foi também introdutor  da personagem picaresca na língua francesa, com o seu romance L'Histoire de Gil Blas de Santillane (1715-1735). Le Sage adaptou Lope de Vega,  Calderón e traduziu histórias das Mil e Uma Noites.
Mas a feira não deixaria seus teatros emudecidos por muito tempo. Enquanto interpretavam sem falar, respeitando as ordens reais, os comediantes praticavam a diferença entre escrita e fala e desenrolavam o texto de seus bolsos, mostrando à plateia, contendo o indispensável ou indicando apenas o sentido da passagem de uma cena a outra. Os atores podiam recitar, mas desde que fossem palavras sem sentido e que conviriam ao sentido da gestualidade. Entretanto, no teatro tudo significa e, muitas vezes, estes grunhidos lembravam explicitamente a melodia dos versos alexandrinos de várias peças que estavam sendo apresentadas pelos atores reais. Depois a prática sugeriu que cartazes fossem colocados acima do palco, fazendo com que as pièce a la muette se transformassem em pièce par écriteaux, peças com cartazes.
A farsa do teatro das feiras tomou uma dimensão importante no processo artístico que se abria, no qual a gestualidade, muitas vezes, acompanhada pela música, iria adquirir uma importância basilar, tornando-se o texto feito verbo dispensável, auxiliar.
Levando-se em conta a tradição francesa do teatro fundamentado na palavra escrita que se estabeleceu, pode-se ver claramente que nesse caso existe outra dinâmica de encenação. Um teatro tão importante como o oficial. Os antigos dançarinos de corda dedicar-se-ão também à paródia dos gestos e das histórias representadas pelos atores da Comédie, pronunciando suas palavras, agora sem sentido em um suposto ritmo alexandrino, melodia sem letra. Esta forma claramente influenciada por alguns personagens da commedia dell’arte, como o dottore, também deve levar em conta a própria experiência do público parisiense frente aos espetáculos estrangeiros. Se as representações estrangeiras eram fato comum em Paris, o público certamente estava acostumado a não entender necessariamente todo o texto dito.
As partes obscuras do espetáculo sem voz foram transformadas em pequenos cartazes, enrolados e colocados nos bolsos das personagens, para serem em seu devido tempo, desenrolados e abertos, um a um, diante dos espectadores. Segundo  Margot Berthold, eram vinte a cinquenta cartazes, por apresentação.Os escritos eram, inicialmente,  em prosa; mas logo veio a ideia de colocá-los em rima e usá-los como letra de canções conhecidas. Cantores contratados pela companhia eram colocados  na plateia e davam a melodia ao público, que corria a imitar. Em meio a este coro geral, os atores, no palco, desenvolviam sua gestualidade. Surgia um espetáculo que questionava a forma dramática estabelecida no teatro da Comédie, colocando-a em cheque. Um espetáculo épico e com estranhamento épico avant-la-lettre, em pleno século XVIII.
Uma das possibilidades dessa forma espetacular assistemática era a seguinte: depois dos malabarismos ou dos números de corda cantados, havia uma sessão estritamente “dramática” desse tipo de comédia, que, geralmente, se compunha de três partes - uma trilogia de números curtos ou  um prólogo mais dois atos. Cada ato podia ser único ou ligado ao outro, conforme a conveniência.
Em sua obra Les Théâtres de la Foire, Maurice Albert observa que os forains tiravam vantagem das dificuldades que apareciam em decorrência da utilização  de múltiplos  estilos teatrais. Assim, entremeando os cantos de vaudeville, podiam caber malabaristas,  monólogos,   cartazes e a pantomima. Era um teatro que não se baseava no texto dramático escrito, como forma organizativa, mas, no espetáculo. Esta era sua unidade, ou melhor, seu princípio.

## O Boulevard du Temple
O Boulevard du Temple era um grande calçadão com fileiras de árvores frondosas, utilizado como local de encontro, passagem e diversão, existente até hoje no centro de Paris, embora sua arquitetura tenha sido modificada. Entre seus frequentadores estavam também prostitutas, vendedores e malandros de todas as espécies que dividiam alguns dos cafés e bares de nomes sugestivos como Café Apollo ou O Jardim Turco. Rousseau descreve o Boulevard da época, como lugar de gente de baixa extração, pessoas de outro mundo.
O Boulevard era um lugar de estranhos e estrangeiros, onde os teatros de feira foram se aglutinando, lado a lado e em ruas contíguas a partir de 1760. Na época, enquanto se produziam as condições que gerariam a Revolução Francesa, houve uma maior distensão para todos os teatros não oficiais. Estes começaram a estabelecer-se no local e eram dirigidos mais a enorme plebe rude que à burguesia emergente, dividiam o espaço com leitores de sorte, músicos, apresentações de fogos de artifício e, como no teatro de feira apresentavam pantomima, números de corda, acrobacia, teatro de bonecos, animais e peqcuenos números teatrais.
A moda do Boulevard du Temple, embora tenha marcado época, dura praticamente cem anos.
Em 1862, estes teatros foram reduzidos a pó, por problemas sobretudo de urbanização; dos transferidos para outros lugares só três conseguiram sobrevida. Entretanto, esta vida centenária permitiu ao Boulevard uma torrente criativa que marcará o principal gênero teatral do século XIX, o melodrama.
A apresentação das pantomimas, recheadas de anti-heróis, renderam ao Boulevard du Temple cerca de vinte mil espectadores pagantes aos domingos em seus vários teatros. O Boulevard desenvolveu-se como uma espécie de extensão dos teatros das feiras, possibilitando que as companhias se apresentassem praticamente o ano todo, não sem trazer muito dos problemas anteriores havidos com as autoridades. Vejamos alguns dados mais de perto.
Nicolet, fundador do Théâtre de la Gaîté, foi o primeiro a abrir no Boulevard uma verdadeira casa de espetáculos, apresentando pequenas comédias, pequenos textos intercalados com cantos, acrobacias e saltos, números de dança na corda e teatro de bonecos. Anos depois, esse entusiasmado ator-empresário resolveu trazer os atores à ribalta, substituindo as marionetes e colocando aqueles ao lado dos acrobatas o que levará à intervenção em seu teatro.